# الن درشویتس
الن مُرتن درشویتس (انگلیسی: Alan Dershowitz؛ زادهٔ ۱ سپتامبر ۱۹۳۸) نویسنده، وکیل، و حقوق‌دان آمریکایی است. او دانشوری برجسته در زمینه حقوق اساسی و جنایی آمریکاست، و از مدافعین پیشروی آزادی مدنی است. بیشتر فعالیت او در مدرسه حقوق هاروارد گذشت، جایی او در سال ۱۹۶۷، در ۲۸ سالگی جوانترین استاد تمام حقوق در تاریخ آنجا شد. او از سال ۱۹۹۳ کرسی استادی فلیکس فرانکفورتر را تا زمان بازنشستگی اش در دسامبر ۲۰۱۳ در اختیار داشت. او هم‌اکنون تحلیلگر سیاسی و میهمان برنامه‌های سی‌ان‌ان است.
او که از لحاظ سیاسی لیبرال است، چندین کتاب پرفروش نوشته و همچنین برندهٔ جوایزی همچون کمک‌هزینه گوگنهایم شده‌است.